# 미쓰이 미이케 쟁의

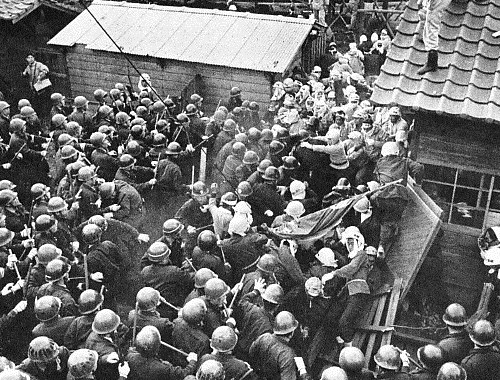

미쓰이 미이케 쟁의(일본어: 三井三池争議)는 일본 미쓰이광산주식회사의 미이케 탄광에서 발생한 노동쟁의를 가리킨다. 1953년과 1959년 ~ 1960년 두차례에 걸쳐 발생했지만, 일반적으로 후자만을 지칭한다. 줄여서 미이케 투쟁이라고도 한다.

## 사건의 진행

### 사건의 발단
후쿠오카현 오무타시에서 구마모토현 아라오시에 걸쳐 분포한 미쓰이 광산 계열의 탄광에서, 태평양 전쟁이 끝나고 난 뒤 연합군 최고사령부의 민주화 정책에 따라 1946년에 노동조합이 결성되었다. 하지만 미이케 탄광 노조는 노사 협조파의 힘이 강했고, 노동 쟁의에는 소극적인 조합이었다.
그러나 1947년경부터 오무타 시 출신으로 미이케 탄광과도 연고가 깊은 규슈대학 교수 사키사카 이츠로가 자주 방문해, 사키사카교실이라는 이름의 노동자 학교를 열어 《자본론》 등을 강의하면서 노조의 성격이 변화했다. 사키사카는 미이케 탄광을, 곧 도래할 사회주의 혁명의 거점으로 인식하고, 자본론을 통해 전투적 활동가를 육성할 계획을 세우고 있었던 것이다.

### 1953년 파업
노동 쟁의의 확대로 위기감을 인식하고, 전과는 달리 억제를 계획하고 있던 연합군의 점령도 끝난 1953년경부터 에너지원이 석탄에서 석유로 변화해 석탄 수요가 침체를 보이기 시작했다. 미쓰이 광산은 경영 합리화를 위해 희망퇴직을 모집했지만, 지원자가 저조했으므로 3464명에게 퇴직을 권고하고, 거부한 2700명을 지명 해고했다. 이러한 조치에 반발한 탄광의 광부와 사무직 노동자가 함께 파업에 돌입했다. 파업은 113일 동안 진행되어, 마침내 회사측이 지명해고를 철회해 노동자의 승리로 종결되었다. 이 파업은 당시 ‘영웅 없는 113일간의 투쟁’이라고 불리며, 미이케 노조의 이름을 드높였다.

### 탄광 노동자의 자치구
1953년의 파업으로 미이케 노조에서는 노사협조파의 발언력이 약해져, 사키사카가 육성한 하이바라 시게오 중심의 활동가들이 전면으로 나서게 되었다. 미이케 노조는 이어 1955년에는 노동자가 퇴직했을 때에는 반드시 그 자녀를 채용하는 것을 미쓰이 광산측에 약속시켰다. 또한 노동자 자신들이 각 노동자의 수입을 평균화하기 위해, 비교적 좋은 일과 나쁜 일을 교대로 맡는 윤번제를 도입하는 등, 미이케 탄광은 마치 노동자의 자치구와 같은 양상을 띠게 되었다.
하지만 1953년의 파업 성공에 의해 일부의 탄광 노동자는 오만에 빠져, 사무직 노동자를 부리거나 괴롭히기도 해 점차 사무직원들의 연대의식은 엷어지기 시작했다.

### 1959 ~ 60년 파업
1953년 파업 이후 미쓰이 광산의 경영은 더욱 악화되어 갔다. 결국 미쓰이 광산은 미이케 탄광에서 노동 운동가의 일소를 결의하고, 1959년 1월 19일에 6000명의 희망퇴직을 포함한 회사 재건안을 제시했다. 이어 8월 29일에는 4580명의 감축안을 발표하고, 12월 2일과 12월 3일에 걸쳐 1492명에게 퇴직을 권고하고, 거부한 1278명을 지명해고 했다.
미쓰이 노조측은 이 조치에 반발해 무기한 파업을 결정했다. 한편 회사측도 경영 재건의 결의가 견고해 직장 폐쇄를 시행하고, 조합원의 갱내 출입을 저지하면서 이에 대항했다. 재계는 미쓰이 광산을 전면 지지했으며, 총평은 미이케 노조측을 전면적으로 지원했으므로, 미쓰이 미이케 노조는 ‘총자본 대 총노동의 대결’이라고도 불렸다. 하지만 총노동이라고 칭해도, 사무직 노동자는 이 파업에 참여하지 않았다.
파업은 장기화되어 총평의 지원 이외에는 수입이 없는 조합원들의 생활은 악화되어 갔다. 결국 생활고를 견디지 못한 일부 조합원은 1960년 3월 17일, 제2조합(미이케 신노(新勞))을 결성하고 파업에서 이탈한다. 3월 25일에는 피켓을 들고 있던 미이케 노조의 조합원 구보 기요시가 폭력단원에게 찔려 사망하는 사태가 발생했다.
이러한 사건들이 연달아 일어나면서, 미이케 노조의 조합원 중 반정도가 미이케 신노에 참여해 파업에서 이탈했다. 7월 7일에는 후쿠오카 지방법원이 노조 조합원의 저탄장 출입금지 가처분 신청을 받아들이면서, 후쿠오카 경찰은 저탄장을 점거한 미이케 노조 조합원을 제지하기 위해 경관대를 출동시켜 저탄장 주변은 일촉즉발의 상태가 되었다. 이에 유혈참사를 우려한 일본탄광노동조합과 미이케 광산은 중앙노동위원회에 해결을 요청했다.
8월 10일, 중앙노동위원회는 알선안을 발표했다. 그 내용은 회사가 지명해고를 취소하는 대신에 정리기간이 종료할 때까지 기다리고, 지명해고된 노동자는 자연스럽게 퇴직한다고 간주한다는 것으로, 노조측에 압도적으로 불리한 것이었다. 그러나 이미 한계에 다다랐다고 인식한 탄광노동조합과 총평은 알선안 수락을 결정하고, 사키사카도 미이케 노조 간부가 알선안을 수락하도록 설득했다. 결국 미이케 노조는 11월 11일, 무기한 파업을 해제하고, 미쓰이 미이케 쟁의는 노동조합의 패배로 막을 내렸다.
사키사카는 이후에도 미쓰이 미이케 쟁의를 신성화했지만, 민간기업에서는 노사협조파가 대두하고, 노사대결파 조합원은 소수파가 되어갔다. 또한 미이케 노조를 지원·지도했던 일본사회당이나 사회주의협회 내에서도 종래의 대결형 정치를 반성하는 구조개혁론이 일어나기 시작했다.